# Wu Shih-Hsih
Detta är ett kinesiskt namn; familjenamnet är Wu.
Wu Shih-Hsih (förenklad kinesiska: 吴思贤; traditionell kinesiska: 吳思賢; pinyin: Wú Sīzhì), född den 2 juli 1963 i Taichung på Taiwan, är en före detta basebollspelare som tog silver vid olympiska sommarspelen 1992 i Barcelona.